# Xã Moraine, Quận Lake, Illinois
Xã Moraine (tiếng Anh: Moraine Township) là một xã thuộc quận Lake, tiểu bang Illinois, Hoa Kỳ. Năm 2010, dân số của xã này là 34.129 người.